# Shovel Headed Kill Machine
《Shovel Headed Kill Machine》은 2005년 10월 4일, 뉴클리어 블래스트를 통해 발매된 미국의 스래시 메탈 밴드 엑소더스의 일곱 번째 스튜디오 음반이다. 이 음반은 밴드의 이전 음반 《Tempo of the Damned》를 지원하기 위해 밴드의 남미 투어 중 스티브 소자가 탈퇴한 후, 신인 보컬리스트 롭 듀크스가 피처링한 첫 번째 음반이다. 이 음반은 또한 릭 휴놀트를 기타에 참여시키지 않은 밴드의 첫 번째 스튜디오 음반이며, 리 알투스를 대체하여 그가 1989년에 떠나게 된 톰 헌팅의 두 번째 탈퇴 이후 그가 드럼에 폴 보스타프를 참여시킨 유일한 엑소더스 음반이다. 《Shovel Headed Kill Machine》은 미국에서 발매된 첫 주에 3,000장 이상이 팔렸다.

## 평가
| 전문가 평가      | 전문가 평가 |
| 평가 점수        | 평가 점수   |
| 출처             | 점수        |
| ---------------- | ----------- |
| AllMusic         | [ 2 ]       |
| Blabbermouth.net | 8.5/10      |
| PopMatters       | 6/10        |
| Stylus Magazine  | B+          |
| Terrorizer       | 8.5/10      |

《테러라이저》의 리뷰에서 이 음반은 "그 자체로 엄청난 노력과 에어 기타리스트의 몽상"이라는 찬사를 받았다.

## 곡 목록
모든 곡들은 특별한 언급이 없는 한 게리 홀트에 의해 작사/작곡하였다.
| #   | 제목                           | 작사·작곡       | 재생 시간 |
| --- | ------------------------------ | --------------- | --------- |
| 1.  | 〈Raze〉                       | 롭 듀크스, 홀트 | 4:17      |
| 2.  | 〈Deathamphetamine〉           |                 | 8:31      |
| 3.  | 〈Karma's Messenger〉          | 듀크스, 홀트    | 4:14      |
| 4.  | 〈Shudder to Think〉           |                 | 4:48      |
| 5.  | 〈I Am Abomination〉           |                 | 3:25      |
| 6.  | 〈Altered Boy〉                |                 | 7:37      |
| 7.  | 〈Going Going Gone〉           |                 | 4:59      |
| 8.  | 〈Now Thy Death Day Come〉     |                 | 5:11      |
| 9.  | 〈.44 Magnum Opus〉            |                 | 6:56      |
| 10. | 〈Shovel Headed Kill Machine〉 |                 | 2:57      |